# يسبر موديغ
يسبر موديغ (بالسويدية: Jesper Modig)‏ هو لاعب كرة قدم سويدي، ولد في 6 سبتمبر 1994. لعب مع IF Limhamn Bunkeflo (men) ‏.

## وصلات خارجية
- يسبر موديغ على موقع اتحاد السويد (السويدية)
- يسبر موديغ على موقع قاعدة بيانات كرة القدم.إي يو (الإنجليزية)